# Krumbach (Niederösterreich)
Krumbach ist eine Marktgemeinde mit 2398 Einwohnern (Stand 1. Jänner 2025) im Süden von Niederösterreich im Bezirk Wiener Neustadt.

## Geografie
Krumbach liegt in der Buckligen Welt in einer Höhe von 500 bis 850 Meter über dem Meer. Die Entwässerung erfolgt über den Zöbernbach.
Die Gemeinde hat eine Fläche von 43,91 Quadratkilometer. Davon sind 47 Prozent bewaldet, 46 Prozent sind landwirtschaftliche Nutzfläche.

### Gemeindegliederung
Krumbach ist die einzige Ortschaft, die sich jedoch aus zahlreichen Ortsteilen zusammensetzt. Ortsteile sind Außerlehen, Buchegg, Egg, Feichten, Haselgraben, Hochhalt, Hosien, Königsegg, Kraxenberg, Löder, Möltern, Ödhöfen, Ponholz, Prägart, Ransgraben, Saubichl, Tiefenbach, Unterhaus, Weißes Kreuz, Zöberau, Zöbersdorf sowie zahlreiche Einzellagen.

### Nachbargemeinden
| Aspang Markt (NK) | Thomasberg (NK)                             | Lichtenegg                        |
| Zöbern (NK)       | Kompassrose, die auf Nachbargemeinden zeigt | Kirchschlag in der Buckligen Welt |
|                   | Hochneukirchen-Gschaidt                     | Bad Schönau                       |

## Geschichte
Eine frühe Besiedlung des Gebietes ist durch Funde aus der Steinzeit, der Bronzezeit und der Römerzeit belegt. In einer Traditionsnotiz der Regierungszeit von Ottokar I wird 1182 Gerhardus de Chrumpach (Krumbach) als Zeuge urkundlich erwähnt.
Der Name war ursprünglich ein Gewässername mit der Bedeutung „in Windungen verlaufender Bach“.
Durch viele Jahrhunderte prägte die Herrschaft von Schloss Krumbach das Leben der Bewohner. Der erste Herrschaftssitz war eine Befestigungsanlage auf dem Schmelzriegel. Die heute noch bestehende Burganlage wurde in der Mitte des 13. Jahrhunderts errichtet. Im 16. Jahrhundert erfolgte ein schlossartiger Ausbau zum heutigen Aussehen. Zum Ende des 20. Jahrhunderts wurde das Gebäude zu einem Hotel umgebaut.

### Bevölkerungsentwicklung
| Krumbach: Einwohnerzahlen von 1869 bis 2025         | Krumbach: Einwohnerzahlen von 1869 bis 2025 | Krumbach: Einwohnerzahlen von 1869 bis 2025 | Krumbach: Einwohnerzahlen von 1869 bis 2025 | Krumbach: Einwohnerzahlen von 1869 bis 2025 |
| --------------------------------------------------- | ------------------------------------------- | ------------------------------------------- | ------------------------------------------- | ------------------------------------------- |
| Jahr                                                |                                             |                                             |                                             | Einwohner                                   |
| 1869                                                | 1869                                        |                                             | 2.124                                       | 2.124                                       |
| 1880                                                | 1880                                        |                                             | 2.160                                       | 2.160                                       |
| 1890                                                | 1890                                        |                                             | 2.147                                       | 2.147                                       |
| 1900                                                | 1900                                        |                                             | 1.971                                       | 1.971                                       |
| 1910                                                | 1910                                        |                                             | 1.992                                       | 1.992                                       |
| 1923                                                | 1923                                        |                                             | 1.954                                       | 1.954                                       |
| 1934                                                | 1934                                        |                                             | 1.889                                       | 1.889                                       |
| 1939                                                | 1939                                        |                                             | 1.854                                       | 1.854                                       |
| 1951                                                | 1951                                        |                                             | 1.877                                       | 1.877                                       |
| 1961                                                | 1961                                        |                                             | 1.910                                       | 1.910                                       |
| 1971                                                | 1971                                        |                                             | 2.079                                       | 2.079                                       |
| 1981                                                | 1981                                        |                                             | 2.093                                       | 2.093                                       |
| 1991                                                | 1991                                        |                                             | 2.225                                       | 2.225                                       |
| 2001                                                | 2001                                        |                                             | 2.254                                       | 2.254                                       |
| 2011                                                | 2011                                        |                                             | 2.245                                       | 2.245                                       |
| 2021                                                | 2021                                        |                                             | 2.333                                       | 2.333                                       |
| 2025                                                | 2025                                        |                                             | 2.398                                       | 2.398                                       |
| Quelle(n): Statistik Austria, Gebietsstand 1.1.2021 |                                             |                                             |                                             |                                             |

### Religion
Nach den Daten der Volkszählung 2001 sind 95,0 % der Einwohner römisch-katholisch und 1,2 % evangelisch. 0,3 % sind Muslime, 0,4 % gehören orthodoxen Kirchen an. 2,5 % der Bevölkerung haben kein religiöses Bekenntnis.

## Kultur und Sehenswürdigkeiten
- Schloss Krumbach

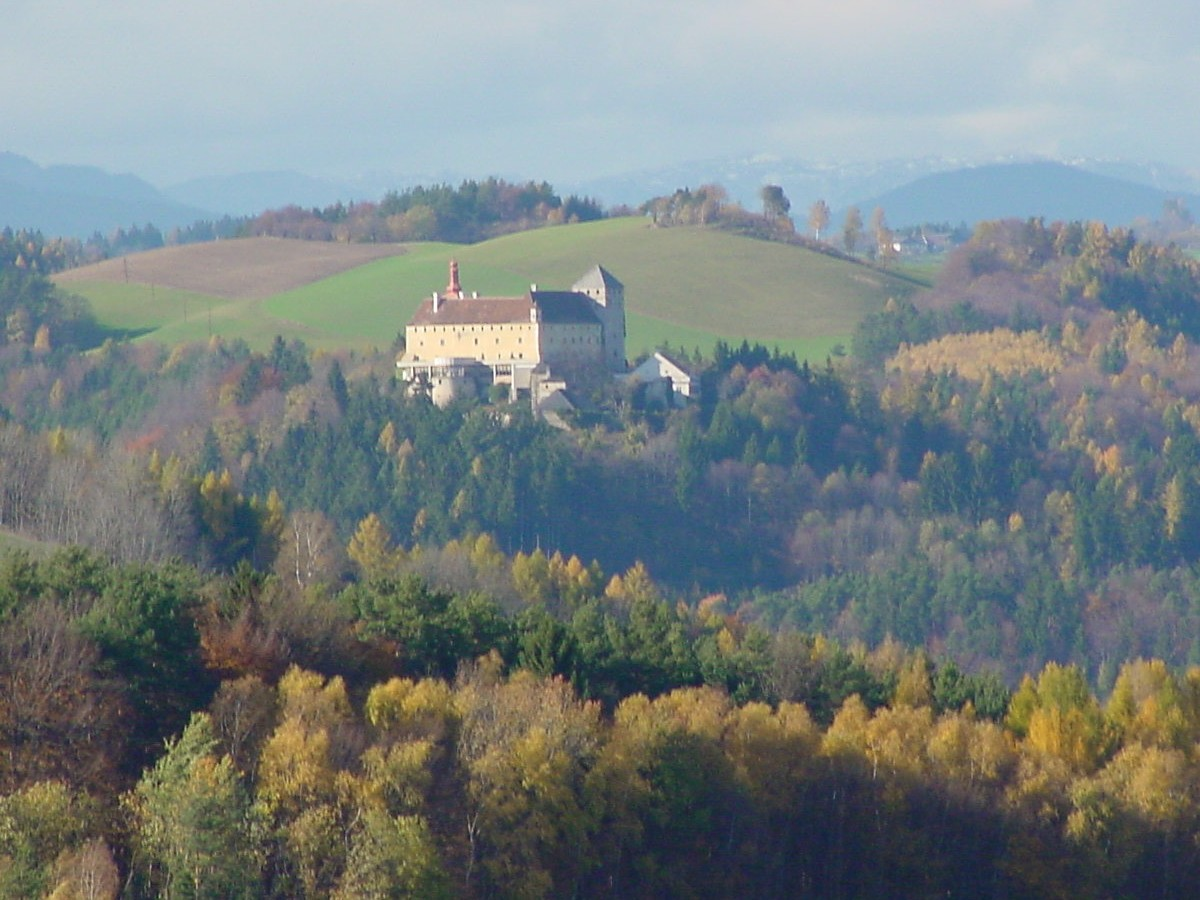
Schloss Krumbach

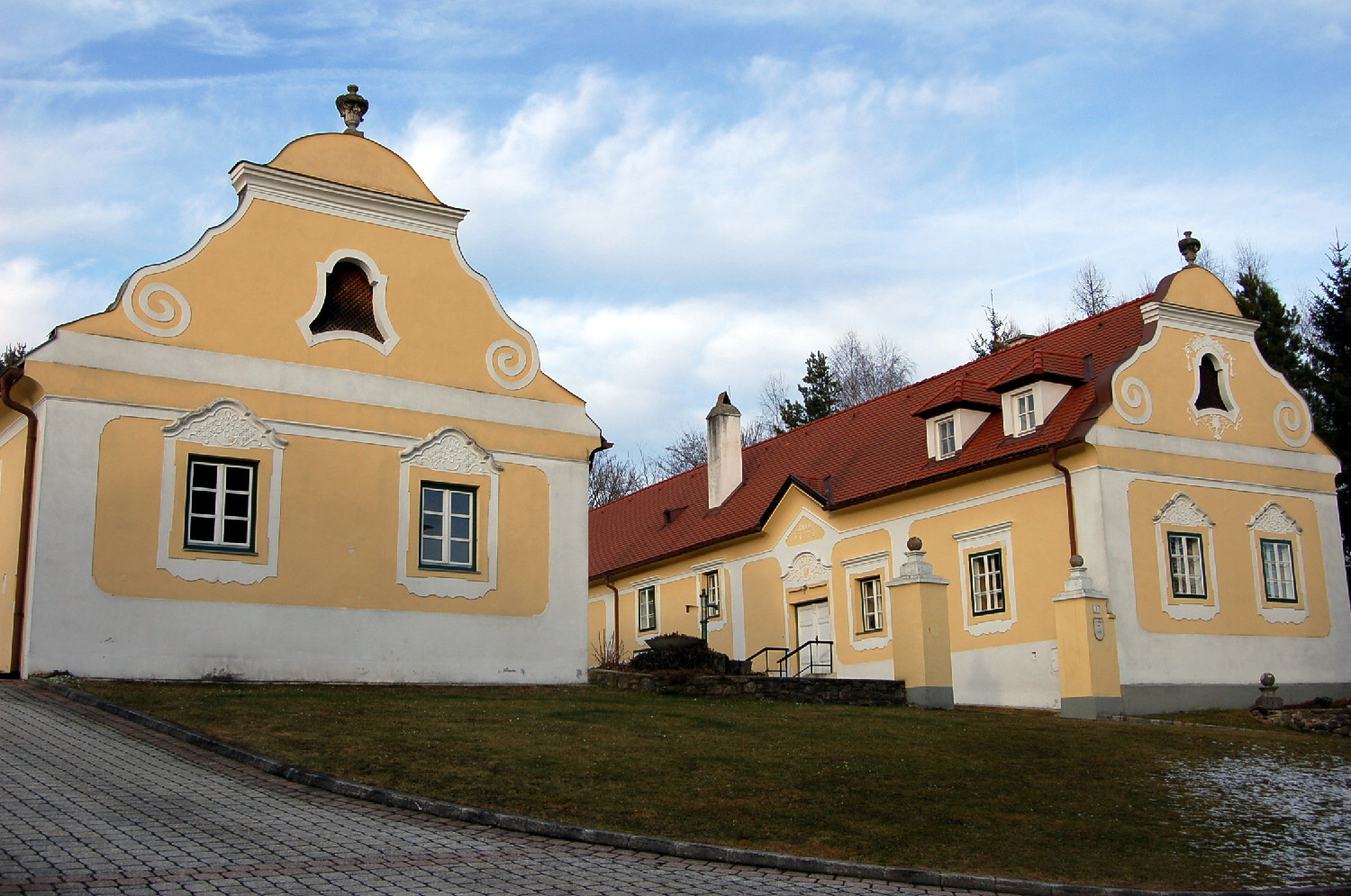
Rokoko-Pfarrhof

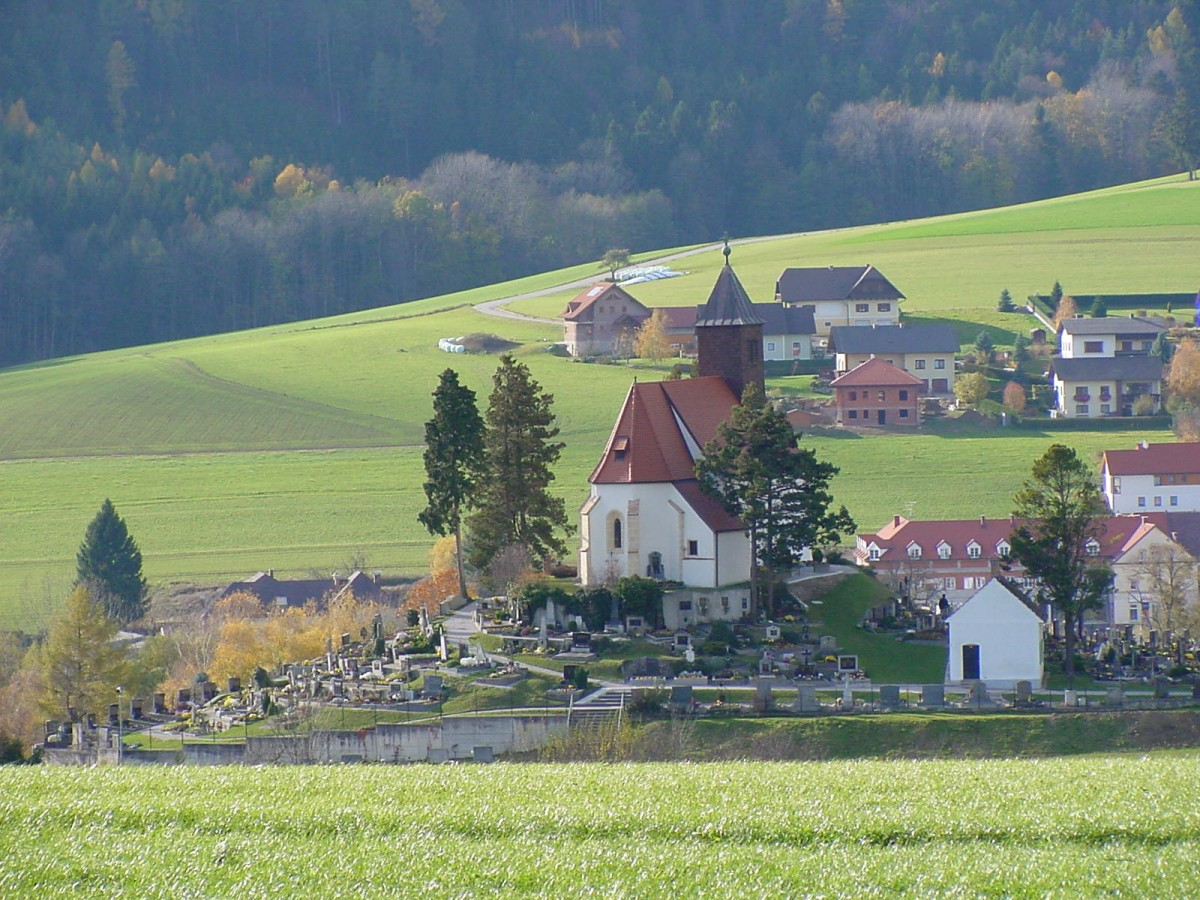
Erasmuskirche

- Katholische Pfarrkirche Krumbach hl. Stephan
- Museumsdorf Krumbach
- Erasmuskirche (Friedhofskirche)
- Abraham-Säule
- Abrahampark
- Holzerpark

## Wirtschaft und Infrastruktur

### Öffentliche Einrichtungen
- Katholische Kirche
- Kloster (Kongregation Schwestern der Armenfürsorge)
- Pfarr- und Gemeindebücherei
- Praktischer Arzt
- Zahnarzt
- Augenarzt
- Tierarzt
- Ortsstelle des Roten Kreuzes
- Freiwillige Feuerwehren (FF Weißes Kreuz, FF Krumbach)

### Bildung
- Neue Mittelschule (NMS) Krumbach
- Musikschulverband Bucklige Welt – Süd
- NÖ Landeskindergarten Krumbach
- Polytechnische Schule
- Volksschule Krumbach
- Schloss Krumbach International School

## Politik
| Der Gemeinderat hat 21 Mitglieder. - Mit den Gemeinderatswahlen in Niederösterreich 1990 hatte der Gemeinderat folgende Verteilung: 17 ÖVP, und 4 SPÖ. - Mit den Gemeinderatswahlen in Niederösterreich 1995 hatte der Gemeinderat folgende Verteilung: 11 ÖVP, 7 Bauernbund Krumbach, 2 SPÖ, und 1 FPÖ. - Mit den Gemeinderatswahlen in Niederösterreich 2000 hatte der Gemeinderat folgende Verteilung: 17 ÖVP, 3 SPÖ, und 1 FPÖ. - Mit den Gemeinderatswahlen in Niederösterreich 2005 hatte der Gemeinderat folgende Verteilung: 17 ÖVP, und 4 SPÖ. - Mit den Gemeinderatswahlen in Niederösterreich 2010 hatte der Gemeinderat folgende Verteilung: 17 ÖVP, 2 SPÖ, und 2 FPÖ. - Mit den Gemeinderatswahlen in Niederösterreich 2015 hatte der Gemeinderat folgende Verteilung: 16 ÖVP, 3 SPÖ, und 2 FPÖ. - Mit den Gemeinderatswahlen in Niederösterreich 2020 hatte der Gemeinderat folgende Verteilung: 17 ÖVP, 2 SPÖ und 2 FPÖ. - Mit den Gemeinderatswahlen in Niederösterreich 2025 hat der Gemeinderat folgende Verteilung: 15 ÖVP, 5 Bürgerliste Krumbach (BLK) und 1 FPÖ. | Die zur Anzeige dieser Grafik verwendete Erweiterung wurde dauerhaft deaktiviert. Wir arbeiten aktuell daran, diese und weitere betroffene Grafiken auf ein neues Format umzustellen. (Mehr dazu) |

### Bürgermeister
Bürgermeister seit 1945 waren:
- 1945 Anton Schwarz
- 1945–1946 Johann Gebhart
- 1946–1950 Ernst Bauer
- 1950–1963 Florian Freiler
- 1963–1979 Ernst Blochberger
- 1979–1990 Friedrich Gamauf
- 1990–1995 Otmar Gebhart
- 1995–2007 Friedrich Trimmel (ÖVP)
- 2007–2021 Josef Freiler (ÖVP)
- seit 2021 Christian Stacherl (ÖVP)

### Wappen
Blasonierung: Im roten Schild ein aufsteigender rechtsgewendeter silberner Löwe mit einer Kette um den Hals.
Als Vorlage diente das Wappen der Herren von Krumbach, das in einem Siegel vom Jahre 1291 aufscheint. Als Marktwappen wird dieses Siegelwappen seit 19. Jänner 1957 geführt.

## Persönlichkeiten
Ehrenbürger der Gemeinde
- Othmar Zaoralek (7. Juli 1870 bis 29. April 1964), Volksschullehrer, Heimatforscher, Maler, Träger des Ehrenringes der Marktgemeinde Krumbach.
- Friedrich Gamauf (1921–2005), Unternehmer, Ehrenbürger und Ehrenringträger, Goldenes Ehrenzeichen von Niederösterreich und päpstlicher Orden „Bene Merenti“
- Franz Grabenwöger (* 4. Februar 1940 in Furth), langjähriger Sekretär von Kardinal König und von September 1992 bis August 2009 Pfarrer von Krumbach. Danach weiterhin als Altpfarrer in Krumbach. 1984 wurde ihm der päpstliche Ehrentitel „Monsignore“ verliehen. Seit seiner Zeit im Priesterseminar in Wien, ist Pfarrer Grabenwöger Mitglieder der katholischen Studentenverbindung KAV Danubia Wien-Korneuburg im ÖCV. Die Ehrenbürgerschaft wurde ihm anlässlich seines Goldenen Priesterjubiläums am 23. Juni 2013 verliehen.[11]
- Ernst Brandstätter (* 29. September 1953), Gemeindesekretär.[12]

In Krumbach geboren
- Franz Blochberger (* 1942), Landesrat im Ruhestand, Ökonomierat
- Ernst Weber (1948–2011), Fußballspieler und -trainer
- Robert Holzbauer (* 1956), Historiker

Personen mit Wirkungsbereich in Krumbach
- Josef Matthias Hauer (1883–1959), Komponist und Musiktheoretiker, von 1902 bis 1904 Volksschullehrer in Krumbach
- Rainer Holzbauer (* 1971), Autor und Regisseur, Träger des päpstlichen Ordens „Ritterkreuz des Silvesterorden“
- Alois M. Holzer (* 1976), ORF Wetterredakteur, Unwetterforscher, Forschungsmanager, wohnt und arbeitet in Krumbach

## Literatur

Krumbach und seine nördliche Umgebung um 1873 (Aufnahmeblatt der Landesaufnahme)